# Змеёвка растопыренная
Змеёвка растопыренная, или Диплахна растопыренная (лат. Cleistogenes squarrosa) — вид однодольных растений рода Змеёвка (Cleistogenes) семейства Злаки (Poaceae). Впервые описана под таксономическим названием Molinia squarrosa Trin. ex Ledeb.basionym; перенесён в состав рода Cleistogenes китайским ботаником Кен Или в 1934 году.

## Распространение и экология
Распространена от Восточной Европы до умеренного пояса Азии.
Растёт на лугах, горных склонах, на песчаных и каменистых участках.

## Ботаническое описание
Травянистое растение.
Стебли высотой 10—30 см, растут густыми пучками.
Соцветие — слаборазвитая метёлка с колосками зелёного или пурпурно-зелёного цвета, имеющими по 2—4 цветка.
Плод — зерновка жёлтого цвета.
Цветёт и плодоносит с июля по сентябрь.

## Химический состав
В состоянии цветения содержит 7,3 % воды и (от абсолютно сухого вещества в процентах) 8,4 золы, 12,5 протеина, 2,9 жира, 31,3 клетчатки, 44,9 БЭВ.

## Значение и применение
Хорошо поедается всеми видами животных, кроме верблюда. Считается нажировочным в юго-западной части Казахстана.
Корень даёт прекрасные вяжущие препараты.

## Природоохранная ситуация
Занесена в Красные книги Амурской, Липецкой, Саратовской, Томской, Ульяновской областей и республики Якутия—Саха.

## Синонимы
Синонимичные названия:
- Cleistogenes andropogonoides Honda
- Cleistogenes squarrosa subsp. andropogonoides (Honda) Vorosch.
- Cleistogenes squarrosa var. longiaristata (Rendle) Keng
- Diplachne squarrosa (Trin. ex Ledeb.) Maxim.
- Diplachne squarrosa var. longiaristata Rendle
- Kengia andropogonoides (Honda) Packer
- Kengia squarrosa (Trin.) Packer
- Kengia squarrosa var. longearistata (Rendle) Packer
- Molinia squarrosa Trin. ex Ledeb.basionym